# Quefir d'aigua

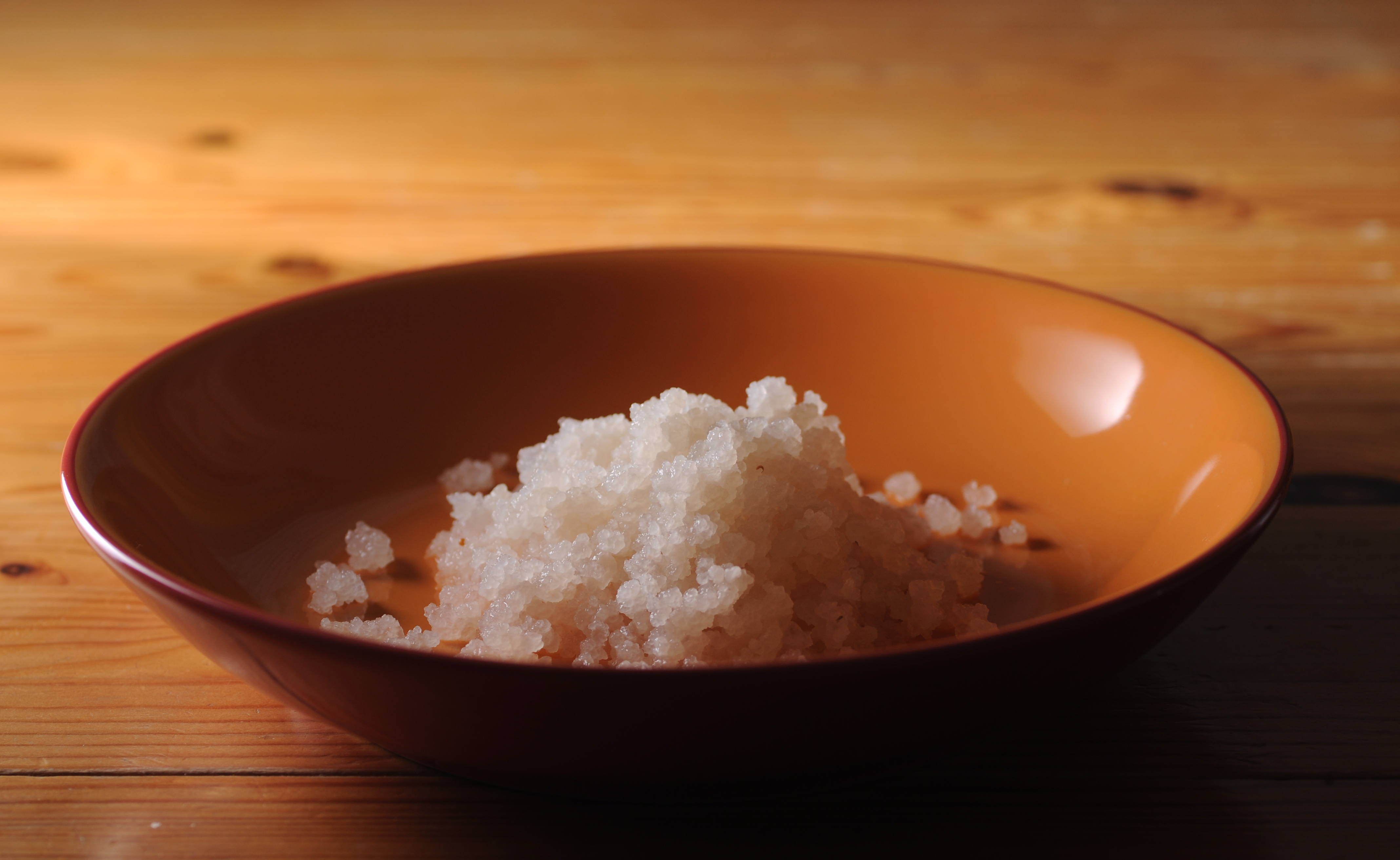
Grans de quefir d'aigua de 5 mm

El quefir d'aigua (en anglès i altres llengües: tibicos) és una mescla de bacteris i llevats que es troben en un biofilm de polisacàrids creada per bacteris.
Es creu que el seu origen és al Caucas, també podria ser de Mèxic.
Com en els grans de quefir, els microbis presents en el quefir d'aigua actuen en simbiosi per mantenir un cultiu estable. El quefir d'aigua ho pot fer en molts líquids ensucrats diferents produint àcid làctic, alcohol (etanol) i gas diòxid de carboni, el qual carbonata la beguda. Es fa una massa gelatinosa compacta de color blanquinós o groguenc, translúcida o opalescent de forma irregular i mida variable.

## Microorganismes
Els quefirs d'aigua típics tenen una mescla de Lactobacils, Estreptococs, Pediococs i Leuconostocs amb llevats Saccharomyces, Candida, Kloeckera i possiblement d'altres. Lactobacillus brevis ha estat identificat com l'espècie responsable de la producció del polisacàrid dextran que forma els grans.

## Ús
Per les persones que no volen o no poden consumir llet troben en el quefir d'aigua els probiòtics necessaris. El quefir d'aigua embotellat és una beguda carbonatada alternativa als refrescos carbonatats usuals.